# NGC 2429
NGC 2429 est une galaxie spirale située dans la constellation du Lynx. NGC 2429 a été découverte par l'astronome britannique Ralph Copeland en 1874.

## Caractéristiques
Sa vitesse par rapport au fond diffus cosmologique est de 5 554 ± 7 km/s, ce qui correspond à une distance de Hubble de 81,9 ± 5,7 Mpc (∼267 millions d'al).

## Paire de galaxies en interaction
Sur les images de NGC 2429 et de la galaxie compagne au sud-est (PGC 21663 ou PGC 24298 sur le site NASA/IPAC), on constate aisément qu'elles sont déformées. C'est une paire de galaxies qui sont en interaction gravitationnelle. La galaxie PGC 21663 est parfois désignée sous la désignation NGC 2429B, mais elle ne figure pas au catalogue de John Dreyer.